# 浜口史郎
浜口 史郎（はまぐち しろう、1969年11月19日 - ）は、日本の作曲家、編曲家。主にアニメ、ゲームの音楽を手がけている。
福岡県出身。東京芸術大学音楽学部作曲科卒業後、ビクターエンタテインメントに制作ディレクターとして入社する。2005年2月から2006年9月まで、アメリカ・ボストンのバークリー音楽大学に留学していた。現在はイマジンに所属している。

## 作品

### アニメ
- ダイノゾーンシリーズ
  - ダイノゾーン（1998年）
  - ダイノゾーズ（2000年）
- 劇場版クレヨンしんちゃんシリーズ
  - クレヨンしんちゃん 爆発!温泉わくわく大決戦（1999年）
  - クレヨンしんちゃん 嵐を呼ぶ モーレツ!オトナ帝国の逆襲（2001年）
  - クレヨンしんちゃん 嵐を呼ぶ アッパレ!戦国大合戦（2002年）
  - クレヨンしんちゃん 嵐を呼ぶ栄光のヤキニクロード（2003年）
- ONE PIECEシリーズ（田中公平と共同）
  - ONE PIECE（1999年）
  - ONE PIECE THE MOVIE デッドエンドの冒険（2003年）
  - ONE PIECE 呪われた聖剣（2004年）
  - ONE PIECE エピソードオブアラバスタ 砂漠の王女と海賊たち（2007年）
  - ONE PIECE THE MOVIE エピソードオブチョッパー+ 冬に咲く、奇跡の桜（2008年）
  - ONE PIECE FILM STRONG WORLD（2009年）
  - ONE PIECE エピソードオブナミ 〜航海士の涙と仲間の絆〜（2012年）
  - ONE PIECE FILM Z（2012年）
  - ONE PIECE エピソードオブルフィ 〜ハンドアイランドの冒険〜（2012年）
  - ONE PIECE エピソードオブメリー 〜もうひとりの仲間の物語〜（2013年）
  - ONE PIECE “3D2Y” エースの死を越えて! ルフィ仲間との誓い（2014年）
  - ONE PIECE エピソードオブサボ 〜3兄弟の絆 奇跡の再会と受け継がれる意志〜（2015年）
  - ONE PIECE 〜アドベンチャー オブ ネブランディア〜（2015年）
  - ONE PIECE 〜ハートオブゴールド〜（2016年）
  - ONE PIECE エピソードオブ東の海 〜ルフィと4人の仲間の大冒険!!〜（2017年）
  - ONE PIECE エピソードオブ空島（2018年）
- ああっ女神さまっシリーズ
  - 劇場版ああっ女神さまっ（2000年）
  - ああっ女神さまっ（2005年）
  - ああっ女神さまっ それぞれの翼（2006年）
  - ああっ女神さまっ 闘う翼（2007年）
- ファイナルファンタジーシリーズ
  - FF：U 〜ファイナルファンタジー:アンリミテッド〜（2001年）
  - ファイナルファンタジーVII アドベントチルドレン（2005年） - 編曲
- おおきく振りかぶってシリーズ
  - おおきく振りかぶって（2007年）
  - おおきく振りかぶって〜夏の大会編〜（2010年）
- ロザリオとバンパイアシリーズ
  - ロザリオとバンパイア（2008年）
  - ロザリオとバンパイア CAPU2（2008年）
- ジュエルペットシリーズ
  - ジュエルペット（2009年）
  - ジュエルペット てぃんくる☆（2010年）
  - ジュエルペット サンシャイン（2011年）
- ガールズ&パンツァーシリーズ
  - ガールズ&パンツァー（2012年）[1]
  - ガールズ&パンツァー これが本当のアンツィオ戦です!（2014年）
  - ガールズ&パンツァー 劇場版（2015年）
  - ガールズ&パンツァー 最終章（2017年）
  - ガールズ&パンツァー もっとらぶらぶ作戦です!（2025年）
- P.A.WORKS作品
  - 花咲くいろは（2011年）[2]
  - TARI TARI（2012年）
  - 花咲くいろは HOME SWEET HOME（2013年）
  - SHIROBAKO（2014年）
  - ハルチカ〜ハルタとチカは青春する〜（2016年）
- ザ☆ドラえもんズ 怪盗ドラパン謎の挑戦状!（1997年）
- ネクスト戦記EHRGEIZ（1997年）
- AWOL -Absent Without Leave-（1998年）
- め組の大吾 火事場のバカヤロー（1999年）
- キディ・グレイド（2002年）
- ぼくの孫悟空（2003年）
- 映画! たまごっち うちゅーいちハッピーな物語!?（2008年）
- キズナ一撃（2011年）
- とある飛空士への追憶（2011年）
- たまゆら（2011年）
- 問題児たちが異世界から来るそうですよ?（2013年）
- カーニヴァル（2013年）
- ガリレイドンナ（2013年）[3]
- 放課後のプレアデス（2015年）
- 荒野のコトブキ飛行隊 （2019年）

### 実写映画
- 羊のうた（2001年）
- あなたを忘れない（2007年）

### ゲーム
- ファイナルファンタジーシリーズ
  - ファイナルファンタジーVIII - ゲーム用オーケストラアレンジ、主題歌"Eyes On Me"編曲
  - ファイナルファンタジーIX - ゲーム用オーケストラアレンジ、主題歌"Melodies of Life"編曲
  - ファイナルファンタジーX - ゲーム用オーケストラアレンジ、主題歌"素敵だね"編曲
  - ファイナルファンタジーXI - ゲーム用オーケストラアレンジ
  - チョコボレーシング 〜幻界へのロード〜 - 主題歌"こころのたからばこ"編曲
- モンスターハンターシリーズ
  - モンスターハンター - ゲーム用オーケストラアレンジ
  - モンスターハンター3 - ゲーム用オーケストラアレンジ
- サクラ大戦シリーズ
  - サクラ大戦3 〜巴里は燃えているか〜 - 編曲
  - サクラ大戦4 〜恋せよ乙女〜 - 編曲
- アンリミテッド:サガ - ゲーム用オーケストラアレンジ
- エルシャダイ - ゲーム用オーケストラアレンジ、コーラスアレンジ
- モンスター烈伝 オレカバトル - 1曲担当

### 音楽CD
※サウンドトラックや主題歌以外の物。
- ファイナルファンタジーシリーズ
  - ファイナルファンタジーVII リユニオントラックス- オーケストラアレンジ
  - PIANO COLLECTIONS/FINAL FANTASY VII - ピアノアレンジ
  - PIANO COLLECTIONS/FINAL FANTASY VIII  - ピアノアレンジ
  - FITHOS LUSEC WECOS VINOSEC FINAL FANTASY VIII Orchestra Version - オーケストラアレンジ
  - PIANO COLLECTIONS/FINAL FANTASY IX - ピアノアレンジ

### コンサート
- モンスターハンター オーケストラコンサート~狩猟音楽祭
  - モンスターハンター5周年記念オーケストラコンサート~狩猟音楽祭~ - 編曲
  - モンスターハンター オーケストラコンサート~狩猟音楽祭2011~ - 編曲
  - モンスターハンター オーケストラコンサート~狩猟音楽祭2012~ - 編曲
- 『ガールズ&パンツァー』オーケストラ・コンサート~Herbst Musikfest 2015~ - 原曲作曲、編曲